# Cassie Scerbo
Cassie Scerbo, all'anagrafe Cassandra Lynn Scerbo (Long Island, 30 marzo 1990), è un'attrice e cantante statunitense.
È meglio conosciuta per il suo ruolo in Ragazze nel pallone: Pronte a vincere come Brooke e in Make It or Break It - Giovani campionesse come Lauren Tanner.

## Biografia
Cassie è nata a Long Island, New York. La sua famiglia ha origini italiane, ha un fratello di nome Johnny e una sorella di nome Alainaè. Il suo hobby era giocare a calcio, come centrocampista/attaccante. Vive a Los Angeles, in California.

## Discografia

### Album
- 2006: Dance Revolution

### Singoli
- 2008: "Betcha Don't Know"
- 2008: "Sugar and Spice"
- 2008: "Top of the World"

## Filmografia
- Ragazze nel pallone - Pronte a vincere (Bring It On: In It To Win It) (2007)
- Soccer Mom (2008)
- Not Another Movie (2009)
- Puri Kura as Cobbwebb (2009)
- Bleachers (2010)
- Teen Spirit - Un ballo per il paradiso (2011)
- A Holiday Heist (2011)
- Music High (2011)
- Not Today
- Take a Change
- Sharknado – film TV (2013)
- Vampiri degli abissi (2013)
- Agoraphobia (2015)

### Televisione
- Dance Revolution – serie TV, 26 episodi (2006-2007)
- Make It or Break It - Giovani campionesse – serie TV (2009)
- CSI: Miami - serie TV, episodio 8x19 (2010)
- Sharknado 3 (Sharknado 3: Oh Hell No!), regia di Anthony C. Ferrante – film TV (2015)
- Una nuova vita (My Life as a Dead Girl) – film TV (2015)
- Sharknado 5 - film TV (2017)
- 9-1-1: Lone Star - serie TV, episodio 1x05 (2020)

## Doppiatrici italiane
Nelle versioni in italiano delle opere in cui ha recitato, Cassie Scerbo è stata doppiata da:
- Francesca Manicone in Make It or Break It - Giovani campionesse, Ragazze nel pallone - Pronte a vincere
- Chiara Gioncardi in CSI: Miami
- Emanuela Damasio in Sharknado
- Ughetta D'Onorascenzo in 9-1-1: Lone Star

## Videografia
- It's Over (Goodbye) videoclip del singolo di Jared Lee (2012)